# Grabag (Magelang)
Grabag is een bestuurslaag in het regentschap Magelang van de provincie Midden-Java, Indonesië. Grabag telt 12.335 inwoners (volkstelling 2010).